# Dilobopterus adocetus
Dilobopterus adocetus är en insektsart som beskrevs av Young 1977. Dilobopterus adocetus ingår i släktet Dilobopterus och familjen dvärgstritar. Inga underarter finns listade i Catalogue of Life.